# HMS Exmouth (H02)
HMS Exmouth (H02) là chiếc soái hạm khu trục dẫn đầu lớp tàu khu trục E được Hải quân Hoàng gia Anh Quốc chế tạo vào đầu những năm 1930. Được phân về Hạm đội Nhà sau khi hoàn tất, con tàu được điều về Hạm đội Địa Trung Hải vào những năm 1935-1936 trong vụ Khủng hoảng Abyssinia; và trong cuộc Nội chiến Tây Ban Nha vào những năm 1936-1939, nó trải qua một thời gian đáng kể tại vùng biển Tây Ban Nha thực thi chính sách cấm vận vũ khí của Anh và Pháp cho cả hai phía xung đột. Khi Chiến tranh Thế giới thứ hai nổ ra vào tháng 9 năm 1939, Exmouth được giao nhiệm vụ hộ tống các đoàn tàu vận tải và tuần tra chống tàu ngầm tại khu vực Tiếp cận phía Tây. Nó bị tàu ngầm Đức U-22 phóng ngư lôi đánh chìm vào ngày 21 tháng 1 năm 1940 đang khi hộ tống một tàu buôn về phía Bắc Scotland.

## Thiết kế và chế tạo
Exmouth có trọng lượng choán nước tiêu chuẩn 1.495 tấn Anh (1.519 t), và lên đến 2.050 tấn Anh (2.080 t) khi đầy tải. Nó có chiều dài chung 343 foot (104,5 m), mạn thuyền rộng 33 foot 9 inch (10,3 m) và độ sâu của mớn nước là 12 foot 6 inch (3,8 m). Nó được dẫn động bởi hai turbine hơi nước Parsons truyền động ra hai trục chân vịt, sản sinh tổng công suất 38.000 mã lực càng (28.000 kW), cho phép nó đạt tốc độ tối đa 36 hải lý trên giờ (67 km/h; 41 mph). Hơi nước được cung cấp bởi ba nồi hơi ống nước Admiralty. Exmouth có thể mang theo tối đa 470 tấn Anh (480 t) dầu đốt, cho phép một tầm hoạt động tối đa 6.350 hải lý (11.760 km; 7.310 mi) ở tốc độ 15 hải lý trên giờ (28 km/h; 17 mph). Do phải đảm nhiệm vai trò soái hạm của hải đội khu trục, thành phần thủy thủ đoàn của nó bao gồm 175 sĩ quan và thủy thủ.
Con tàu được trang bị năm khẩu pháo QF 4,7 inch (120 mm) Mk. IX L/45 trên các tháp pháo nòng đơn. Cho mục đích phòng không, Exmouth có hai khẩu đội súng máy 0,5 in (13 mm) Mk.III bốn nòng. Nó còn có hai bệ ống phóng ngư lôi bốn nòng dành cho ngư lôi 21 in (530 mm). Một đường ray và hai máy phóng mìn sâu được trang bị, và nó mang theo 20 quả mìn sâu, nhưng tăng lên 35 quả không lâu sau khi chiến tranh bắt đầu.
Exmouth được đặt hàng vào ngày 1 tháng 11 năm 1932 trong Chương trình Chế tạo Hải quân 1931. Nó được đặt lườn vào ngày 15 tháng 3 năm 1933 tại Xưởng tàu Portmouth; được hạ thủy vào ngày 30 tháng 1 năm 1934 và hoàn tất vào ngày 9 tháng 11 cùng năm.

## Lịch sử hoạt động
Sau khi nhập biên chế, Exmouth được đặt làm soái hạm của Chi hạm đội Khu trục 5 trực thuộc Hạm đội Nhà. Do sự căng thẳng gia tăng giữa Ý và Abyssinia, mà cuối cùng đưa đến cuộc Chiến tranh Ý-Abyssinia thứ hai, Chi hạm đội 5 được điều về Hạm đội Địa Trung Hải từ tháng 8 năm 1935 đến tháng 3 năm 1936, riêng Exmouth được tái trang bị tại Alexandria từ ngày 4 tháng 10 năm 1935 đến ngày 5 tháng 1 năm 1936. Con tàu đã tuần tra tại vùng biển Tây Ban Nha trong cuộc Nội chiến Tây Ban Nha, thực thi chính sách cấm vận vũ khí của Anh và Pháp cho cả hai phía xung đột. Nó được tái trang bị tại Portsmouth từ ngày 17 tháng 11 năm 1936 đến ngày 19 tháng 1 năm 1937 và từ ngày 21 tháng 11 năm 1938 đến ngày 16 tháng 1 năm 1939; trước khi quay trở về Anh vào tháng 3 làm nhiệm vụ huấn luyện và hoạt động hải đội tại chỗ từ căn cứ vào ngày 28 tháng 4. Nó đảm nhiệm vai trò này cho đến ngày 2 tháng 8, khi được điều quay trở lại lãnh đạo Chi hạm đội Khu trục 12.
Exmouth cùng chi hạm đội của nó được đặt trực thuộc Hạm đội Nhà khi Chiến tranh Thế giới thứ hai bùng nổ vào tháng 9 năm 1939. Nó cùng hai tàu chị em HMS Eclipse và HMS Echo đã hộ tống cho chiếc tàu chiến-tuần dương HMS Hood khi chiếc này săn đuổi các tàu cướp tàu buôn đối phương về phía Nam Iceland vào cuối tháng 11. Sang tháng 12, nó được điều về trực thuộc Bộ chỉ huy Tiếp cận phía Tây làm nhiệm vụ tuần tra và hộ tống vận tải, nhưng lại chuyển sang Rosyth vào tháng 1 năm 1940 làm nhiệm vụ tương tự tại Bắc Hải. Nó đang hộ tống chiếc tàu buôn Cyprian Prince vào ngày 21 tháng 1 năm 1940 khi bị tàu ngầm Đức U-22, dưới quyền chỉ huy của Karl-Heinrich Jenisch, phát hiện và tấn công. Exmouth trúng ngư lôi lúc 05 giờ 35 phút và bị chìm với tổn thất toàn bộ nhân mạng trên tàu. Mười tám thi thể sau đó được tìm thấy và được chôn cất tại một nghĩa trang ở Wick.

## Tái phát hiện
Xác tàu đắm của Exmouth được phát hiện tại Moray Firth vào tháng 7 năm 2001 bởi một cuộc khảo sát độc lập, và tung tích được xác nhận bởi Historic Scotland. Địa điểm xác tàu đắm được liệt kê là một "địa điểm được bảo vệ" theo Đạo luật bảo vệ di sản Hải quân 1986. Một hiệp hội thân nhân thủy thủ đoàn của Exmouth được hình thành năm 2001, với các hoạt động nhằm tưởng niệm những người đã hy sinh.